# Metaclisis ensifer
Metaclisis ensifer är en stekelart som beskrevs av Lubomir Masner 1981. Metaclisis ensifer ingår i släktet Metaclisis och familjen gallmyggesteklar. Inga underarter finns listade i Catalogue of Life.